# Assiminea hungerfordiana
Assiminea hungerfordiana е вид охлюв от семейство Assimineidae.

## Разпространение и местообитание
Видът е разпространен в Индия (Западна Бенгалия).
Обитава крайбрежията на сладководни басейни.